# Vernon Forrest
Vernon Forrest (* 12. Februar 1971 in Augusta, Georgia; † 25. Juli 2009 in Atlanta, Georgia) war ein US-amerikanischer Profiboxer. Er war Weltmeister der Verbände IBF und WBC im Weltergewicht sowie zweifacher WBC-Weltmeister im Halbmittelgewicht. Er wurde vom Ring Magazine zeitweise auf Platz 1 der Weltrangliste geführt und war 2002 Ring Magazine Boxer des Jahres und BWAA Boxer des Jahres.
Als Amateur war er im Halbweltergewicht jeweils Vizeweltmeister 1991 und Teilnehmer der Olympischen Sommerspiele 1992.

## Amateurkarriere
Vernon Forrest begann im Alter von neun Jahren mit dem Boxsport und siegte im Laufe seiner Karriere in 225 von 241 Amateurkämpfen. Er gewann 1991 mit einem Finalsieg gegen Stevie Johnston die US-Meisterschaft in Colorado Springs und konnte sich in einem Länderkampf gegen Kostya Tszyu durchsetzen. Daraufhin startete er bei der Weltmeisterschaft 1991 in Sydney und kam mit Siegen gegen Michele Piccirillo, Nara Ciantrapon, Peter Richardson und Candelario Duvergel in das Finale, wo er diesmal gegen Kostya Tszyu unterlag und Vizeweltmeister im Halbweltergewicht wurde.
1992 gewann er ein Challenge Match gegen Candelario Duvergel und nahm an der US-Olympiaqualifikation teil, wo er Robert Frazier, Shane Mosley und Stevie Johnston besiegen konnte. Mit einem erneuten Sieg gegen Johnston in den Olympic Box-offs, qualifizierte er sich zur Teilnahme an den Olympischen Spielen 1992 in Barcelona. Dort schied er diesmal in der Vorrunde gegen Peter Richardson aus.

## Profikarriere
Forrest wechselte nach den Olympischen Spielen in das Profilager und gewann bis zu seiner ersten WM-Chance 31 Kämpfe in Folge, davon 25 vorzeitig. Darunter befanden sich Siege gegen Santiago Samaniego und Vince Phillips. Nachdem Félix Trinidad in das Halbmittelgewicht aufgestiegen war und dafür seinen IBF-Weltmeistertitel im Weltergewicht niedergelegt hatte, wurden Forrest und Raul Frank dazu bestimmt, um den Titel zu boxen. Der Kampf endete jedoch am 26. August 2000 in Las Vegas wertungslos, nachdem beide Sportler in der dritten Runde mit den Köpfen zusammengestoßen und verletzt worden waren.
Beim Rückkampf am 12. Mai 2001 in New York City gewann Forrest dann einstimmig nach Punkten und sicherte sich damit den vakanten IBF-Gürtel, den er jedoch im Dezember 2001 niederlegte, da er anstatt einer Pflichttitelverteidigung gegen Michele Piccirillo, einen Kampf gegen Shane Mosley bestreiten wollte. Im Kampf gegen Mosley gewann Forrest am 26. Januar 2002 in New York City einstimmig nach Punkten und hatte seinen Gegner auch zweimal am Boden. Durch diesen Sieg gewann er den WBC-WM-Titel seines Kontrahenten und wurde vom Ring Magazine als Weltranglistenerster übernommen. Im Rückkampf am 20. Juli 2002 in Indianapolis siegte Forrest wiederum einstimmig nach Punkten.
Den Titel verlor er dann am 25. Januar 2003 durch eine TKO-Niederlage in der dritten Runde an den WBA-Weltmeister Ricardo Mayorga und unterlag auch im Rückkampf am 12. Juli 2003 durch Mehrheitsentscheidung nach Punkten.
Im Anschluss stieg Forrest in das Halbmittelgewicht auf und gewann drei Aufbaukämpfe, letzteren einstimmig gegen Ike Quartey. Daraufhin boxte er am 28. Juli 2007 in Tacoma um den WBC-Weltmeistertitel und gewann einstimmig gegen Carlos Baldomir. Nach einer Titelverteidigung durch TKO gegen Michele Piccirillo, verlor er den Gürtel am 7. Juni 2008 in Uncasville durch eine Punktniederlage per Mehrheitsentscheidung an Sergio Mora.
Den Rückkampf und damit den WBC-Titel gewann er jedoch am 13. September 2008 in Las Vegas durch einen einstimmigen Punktsieg gegen Mora zurück. Im Mai 2009 gab der WBC-Verband bekannt, Forrest den WM-Titel entzogen zu haben, da dieser aufgrund einer Verletzung zu lange keine Titelverteidigung bestreiten könne.

## Tod
Am 25. Juli 2009 wurde Forrest an einer Tankstelle in Atlanta Opfer eines bewaffneten Raubüberfalls und beim Versuch, sich zur Wehr zu setzen, mit mehreren Schüssen tödlich verletzt. Drei an der Tat beteiligte Männer wurden 2009, 2012 und 2016 jeweils zu lebenslangen Haftstrafen ohne Chance auf Bewährung verurteilt.